# Aurora (Schiff, 1903)
Die Aurora (russisch Аврора Awrora) ist ein Kriegsschiff der ehemaligen Kaiserlich Russischen Marine und liegt seit 1956 als Museumsschiff in Sankt Petersburg. Das Schiff gilt unter der Bezeichnung Panzerkreuzer Aurora als Symbol der Oktoberrevolution und ist einer der wenigen erhaltenen Geschützten Kreuzer.

## Schiffstyp
Die Aurora war das dritte Schiff der Pallada-Klasse, die in Russland zur Verstärkung der Ostseeflotte konstruiert und gebaut wurde. Die Kreuzer sollten sowohl Aufgaben in der Ostsee erledigen als auch weltweit, insbesondere im Fernen Osten, operieren können. Die Schiffe dieser Klasse werden als Geschützter Kreuzer oder Panzerdeckkreuzer bezeichnet. Sie waren kleiner und schwächer gepanzert als die Panzerkreuzer. Das Typschiff Pallada wurde 1895 auf Kiel gelegt und 1902 fertiggestellt. In dieser Zeit hatte die russische Marine Bauaufträge für leistungsfähigere Kreuzer ähnlicher Größe ins Ausland vergeben (Warjag, Askold, Bogatyr), die zwischen Januar 1901 und August 1902 ausgeliefert wurden.

## Geschichte

### Bau

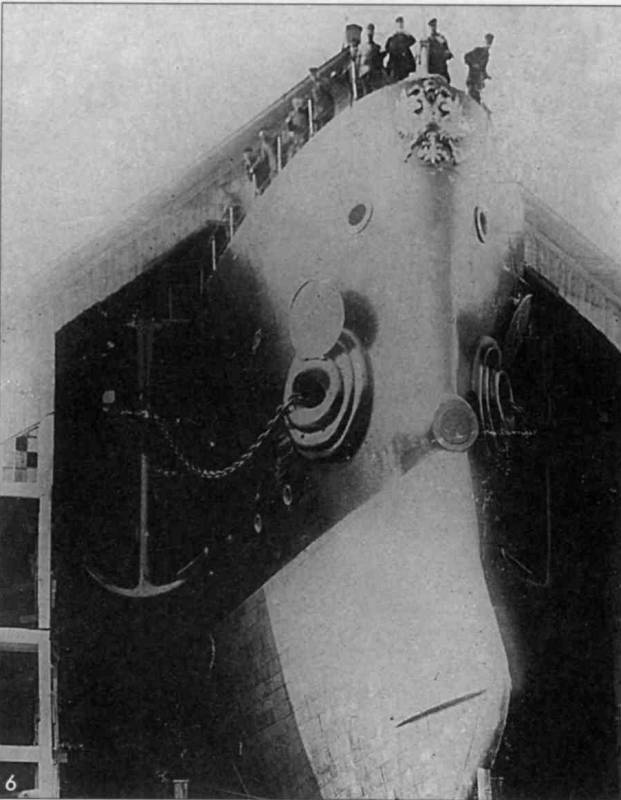
Auf der Helling. Bug mit Adler des russischen Kaiserreichs und Rammsporn

Mit dem Bau des Schiffes wurde am 23. Maijul. / 4. Juni 1897greg. auf der Neuen Admiralitätswerft in Sankt Petersburg begonnen. Die am 11. Maijul. / 24. Mai 1900greg. vom Stapel gelaufene Aurora wurde am 16. Julijul. / 29. Juli 1903greg. in Dienst gestellt.

### Einsatzgeschichte

#### Versuch der Überführung zur Pazifikflotte

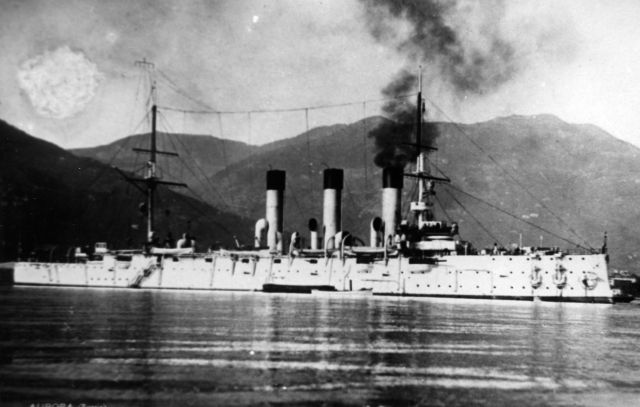
Die Aurora während der Überführung im Mittelmeer (1903)

Die Aurora wurde dem pazifischen Geschwader in Port Arthur zugeteilt, in dem bereits ihre Schwesterschiffe Pallada und Diana seit April 1903 stationiert Dienst taten. Um ihren neuen Heimathafen zu erreichen,  brach sie mit dem nächsten Überführungsverband unter Konteradmiral Andrei Wirenius, zusammen mit dem alten Panzerkreuzer Dmitri Donskoi und sieben Torpedobooten der Buiny-Klasse, in den Fernen Osten auf. Im Dezember 1903 schloss sich das durch eine Reparatur aufgehaltene Linienschiff Osljabja in Biserta dem Verband an. Die Aurora verließ am 3. Januar 1904 Biserta nach Piräus und erreichte Port Said am 13. Januar. Hier trafen am gleichen Tag die Dmitri Donskoi mit sieben Torpedobooten und die von Japan in Italien erworbenen und unter Handelsflaggen in Überführung befindlichen Panzerkreuzer Kasuga und Nisshin ein. Die Briten sollen die Durchfahrt der Russen durch den Sueskanal leicht behindert haben, um ihnen eine Verfolgung der beiden japanischen Schiffe unmöglich zu machen. Die Russen bemühten sich auch nicht ernsthaft um eine Verfolgung. Als erstes Schiff verließ die Aurora mit sechs Torpedobooten am 22. Januar Sues, die Osljabja mit dem Transporter Saratow und drei Torpedobooten als letzte Gruppe erst am 4. Februar. Zum Zeitpunkt des Kriegsausbruchs im Fernen Osten befanden sich die Kreuzer Dmitri Donskoi und Aurora mit vier Torpedobooten der Buiny-Klasse in Dschibuti und die Osljabja mit zwei weiteren Torpedobooten der Buini-Klasse und den kleinen Torpedobooten N°212 und N°213 im Schlepp noch im Roten Meer. Nach Überlegungen entschied die russische Marineführung, den Verband aus dem Indischen Ozean wieder abzuziehen, der dann am 18. Februar 1904 den Rückmarsch antrat. Als eines der ersten Schiffe passierte die Aurora am 29. Februar wieder den Sueskanal, fünf Tage vor der Osljabja. Am 24. April 1904 lief der Verband unter Wirenius geschlossen, mit dem Linienschiff, beiden Kreuzern, zwei Transportern und elf Torpedobooten, wieder in Sankt Petersburg ein und hatte einen weiteren Weg als bis nach Ostasien zurückgelegt. 

#### Erfolgreiche Überführung zur Pazifikflotte
Zusammen mit diesen Schiffen wurde die Aurora dem im Herbst nach Ostasien auslaufenden 2. Pazifikgeschwader erneut zugeteilt. Als dieses am im Oktober 1904 unter Admiral Sinowi Petrowitsch Roschestwenski die Reise zum in Port Arthur blockierten Geschwader antrat, gehörte die Aurora zur 1. Kreuzerdivision des Konteradmirals Oskar Enkwist, zusammen mit der Oleg, der Dmitri Donskoi und der Wladimir Monomach. Bereits in der Nordsee kam es zum Doggerbank-Zwischenfall, bei dem die russische Flotte verschiedene Fischerboote und eigene Schiffe beschoss. An Bord der Aurora, die von einigen Geschossen getroffen wurde, starb der Schiffspriester. Das Geschwader setzte seinen Weg fort, um das von den Japanern belagerte Port Arthur zu entsetzen. Die Aurora umrundete mit dem Hauptteil der Flotte Afrika und lief dabei Dakar, Gabon, Baia dos Tigres (Angola), Lüderitzbucht und Nosy Be (Madagaskar) an. Dort blieb das Geschwader elf Wochen. Vom 14. April 1905 bis zum 9. Mai hielt sich die russische Flotte noch in der Cam Ranh Bay in Französisch-Indochina auf, um Nachschub und Kohlen zu übernehmen und das Eintreffen des Dritten Geschwaders unter Nikolai Iwanowitsch Nebogatow abzuwarten.

#### Russisch-Japanischer Krieg

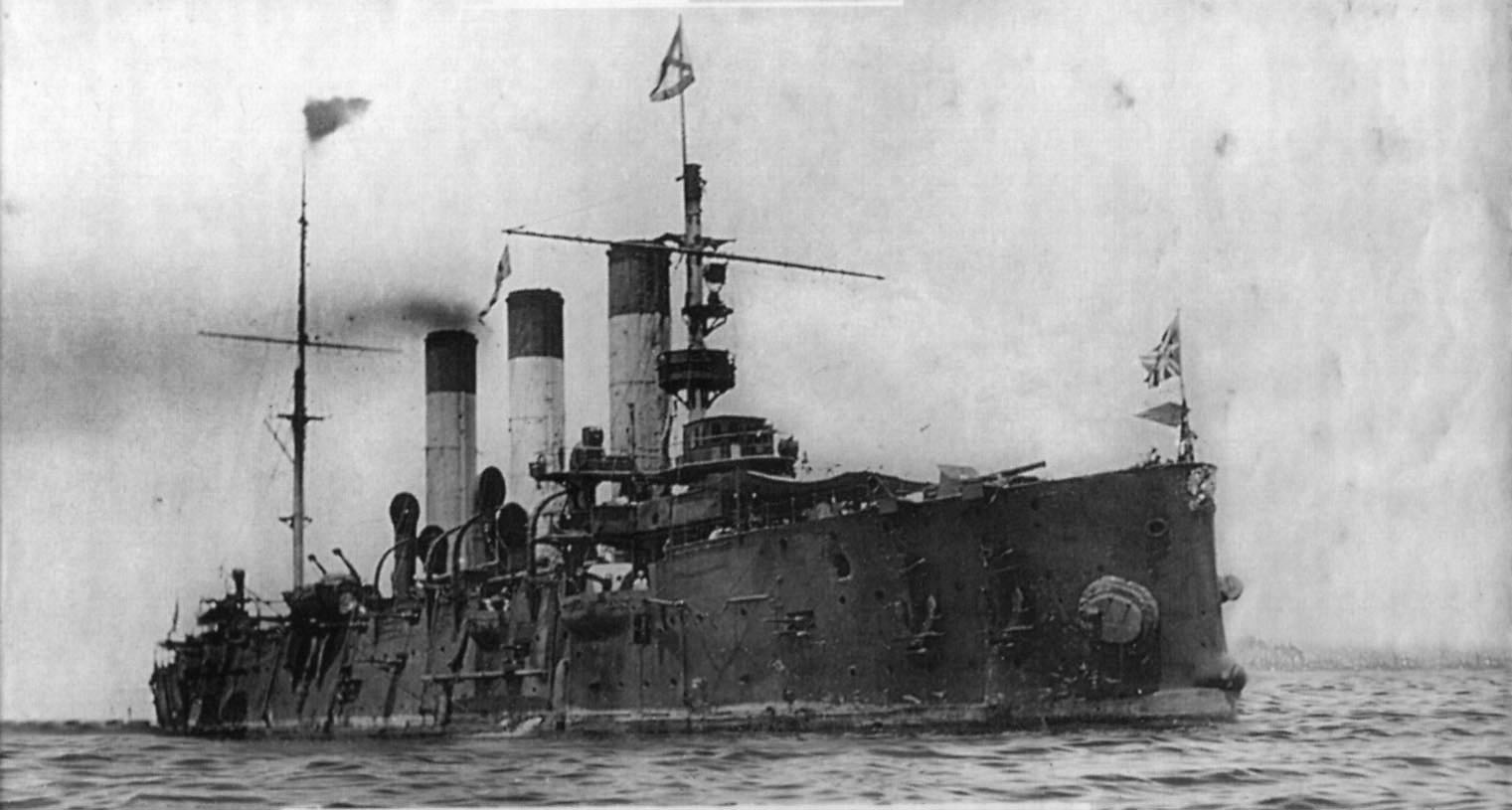
Mit Gefechtsschäden in Manila

Nach der schon um die Jahreswende erfolgten Kapitulation von Port Arthur versuchte die russische Flotte nun nach Wladiwostok durchzubrechen, wurde jedoch am 27. und 28. Mai 1905 in der Seeschlacht bei Tsushima nahezu vollständig zerstört. Nur wenige russische Schiffe konnten der Vernichtung entgehen. In dieser Schlacht fielen 15 Besatzungsmitglieder des Schiffes, darunter der Kommandant, Kapitän Erster Klasse Jewgeni Jegorjew, 83 weitere wurden verletzt. Der Aurora gelang zusammen mit der Oleg unter Konteradmiral Enkwist und der Schemtschug die Flucht in den neutralen Hafen Manila, wo die Schiffe sich auf Geheiß des Zaren internieren ließen.

#### Schulschiff bis 1914
Nach dem Kriegsende 1906 kehrte das Schiff in die Ostsee zurück und wurde als Schulschiff eingesetzt; die Bordwaffen und Torpedorohre wurden demontiert. Von 1907 bis 1914 nahm die Aurora an zivilen Expeditionen in die Ostsee, das Mittelmeer und den Indischen Ozean teil. So half die Besatzung des Kreuzers bei den Rettungsarbeiten nach dem Erdbeben von Messina 1908.

#### Erster Weltkrieg und Oktoberrevolution
Während des Ersten Weltkriegs wurde das Schiff mit einer stärkeren Bewaffnung ausgestattet und in der Ostsee als Wachschiff und als Unterstützungsschiff für russische Infanterie eingesetzt.
Im Jahre 1916 wurde die Aurora nach Sankt Petersburg verlegt, um eine größere Reparatur durchzuführen. Ein Teil der Besatzung engagierte sich während der Februarrevolution auf Seiten der Revolutionäre und verteidigte auf Bitten Kerenskis das Winterpalais gegen General Kornilow.
In der Nacht auf den 25. Oktoberjul. / 7. November 1917greg. wurde die Aurora auf Befehl des Petrograder Militärrevolutionären Komitees in die Nähe der Nikolai-Brücke verholt, um die reibungslose Verlegung von Abteilungen der Roten Garde von der Wassiljewski-Insel ins Stadtzentrum von Sankt-Petersburg zu gewährleisten. Am Abend des 25. Oktobers gab die Aurora mit einem Platzpatronenschuss aus der Bugkanone das Signal für den Sturm auf das Winterpalais, den Sitz der Provisorischen Regierung in Sankt Petersburg, durch die Bolschewiki. Der Sturm gilt als Beginn der russischen Oktoberrevolution.

#### Zwischenkriegszeit

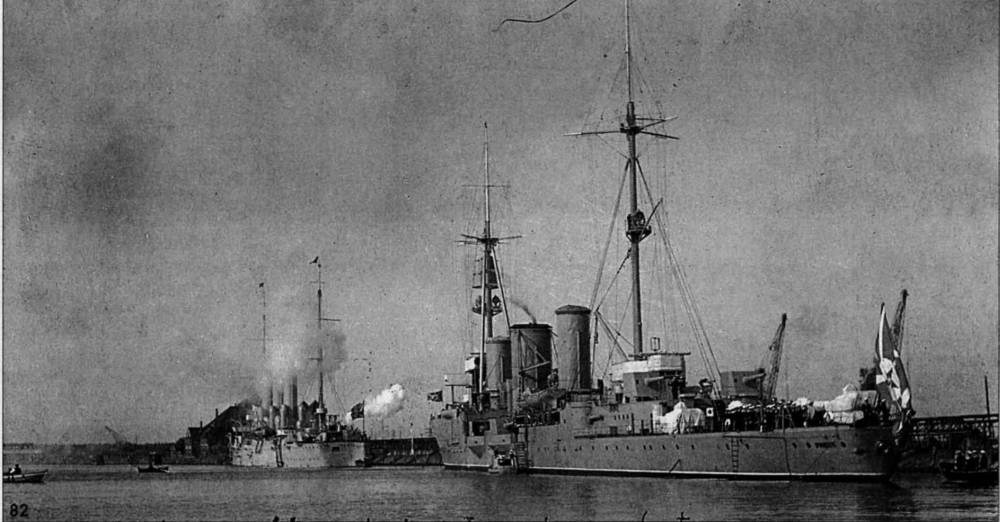
In Swinemünde, 1929

Ab 1923 wurde sie wieder als Schulschiff der Baltischen Flotte eingesetzt. Die Aurora besuchte mehrmals Ostseeanrainerstaaten, darunter 1924, 1925, 1928 und 1930 Norwegen, 1925 und 1928 Schweden sowie 1929 Deutschland.

#### Zweiter Weltkrieg
Während des Zweiten Weltkriegs wurden die Kanonen des Schiffes demontiert und zur Verteidigung Leningrads eingesetzt. Am 30. September 1941 wurde die Aurora bei einem deutschen Luftangriff schwer beschädigt und sank im Hafen. Am 20. Juli 1944 wurde die Aurora gehoben und von 1945 bis 1947 instand gesetzt. 

#### Nachkriegszeit
Ab dem 17. November 1948 befand sich der Kreuzer auf dem ehrenvollen „ewigen Liegeplatz“ am Ufer der Newa, diente jedoch bis 1961 erneut als Ausbildungsschiff der sowjetischen Nachimow-Marineschule. 

## Museumsschiff und Nationaldenkmal
1957 wurde auf dem Schiff eine Außenstelle des Zentralen sowjetischen Marinemuseums eröffnet. Seit 1960 steht das Schiff per Gesetz unter Denkmalschutz. In der Sowjetunion war die Aurora eine Art Nationalheiligtum, im Sankt Petersburg von heute ist sie eine beliebte touristische Sehenswürdigkeit. Seit 1956 haben mehr als 28 Millionen Gäste das Schiff besucht. Von 1984 bis 1987 wurden umfangreiche Instandsetzungen durchgeführt. Unter anderem wurde die Außenhülle des Rumpfes unterhalb der Wasserlinie erneuert, da die Originalsubstanz wegen starker Korrosionsschäden als irreparabel angesehen wurde. Von September 2014 bis Juli 2016 wurde die Aurora in Kronstadt erneut restauriert. Heute beherbergt die Aurora ein Marine- und Seefahrtsmuseum, weiterhin ist sie Veranstaltungsort von Zeremonien wie dem Gelöbnis von Marinekadetten.

## Auszeichnungen
Das Schiff wurde am 2. November 1927 mit dem Rotbannerorden und am 22. Februar 1968 mit dem Orden der Oktoberrevolution ausgezeichnet.

Aurora
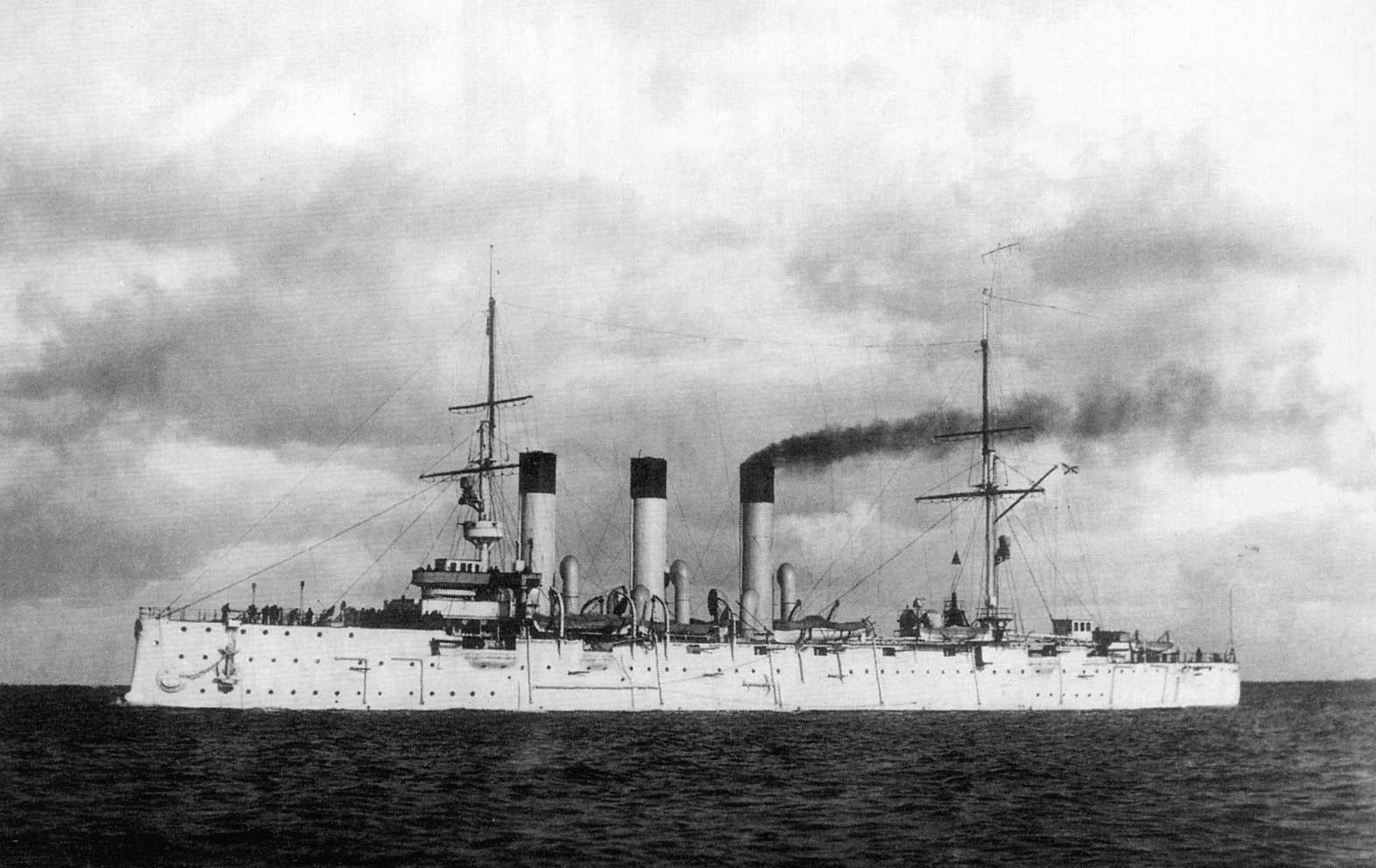
Die Aurora bei Probefahrten 1903
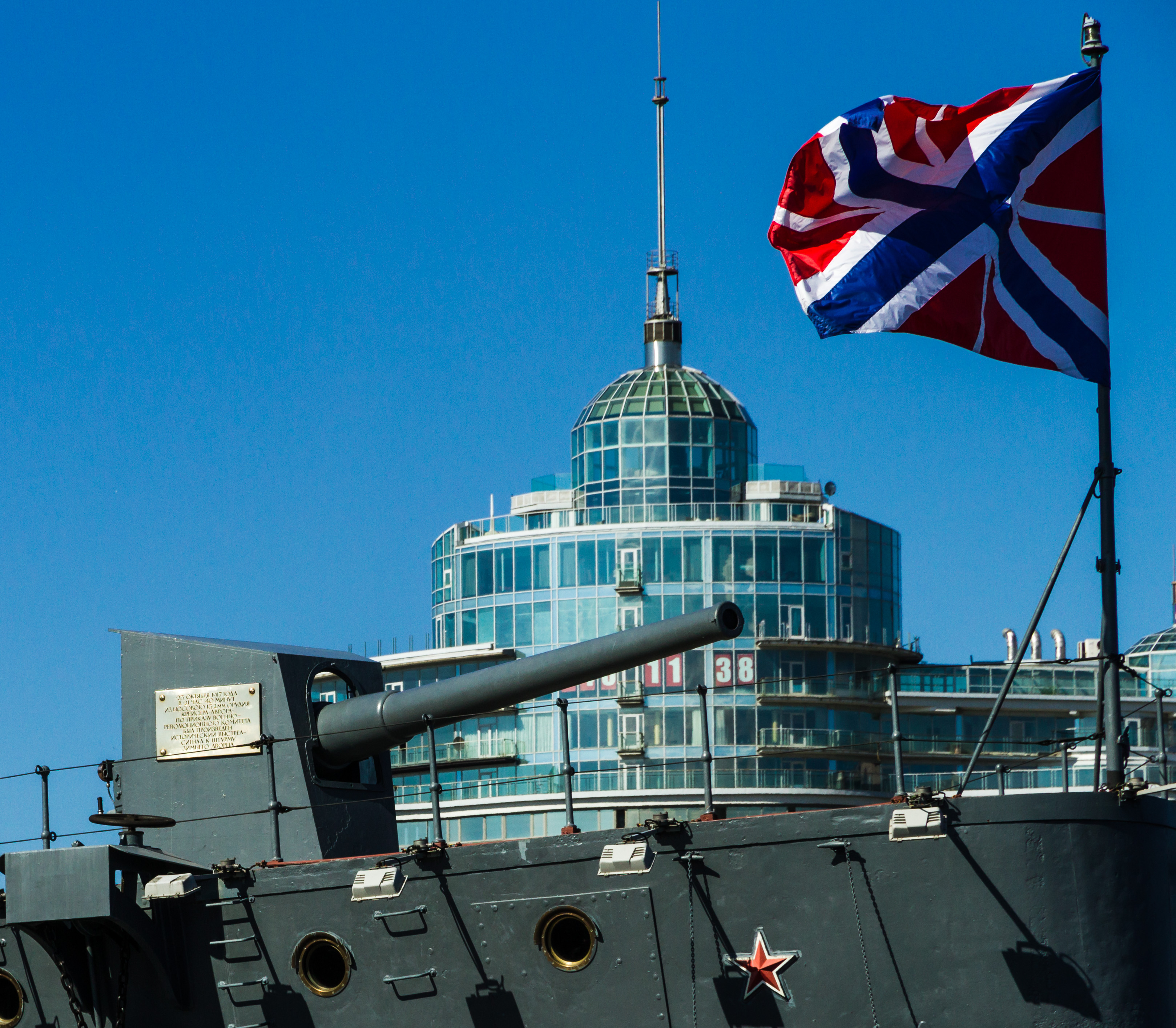
15,2-cm-Bugkanone der Aurora mit Gedenkplakette „25. Oktober 1917 ...“
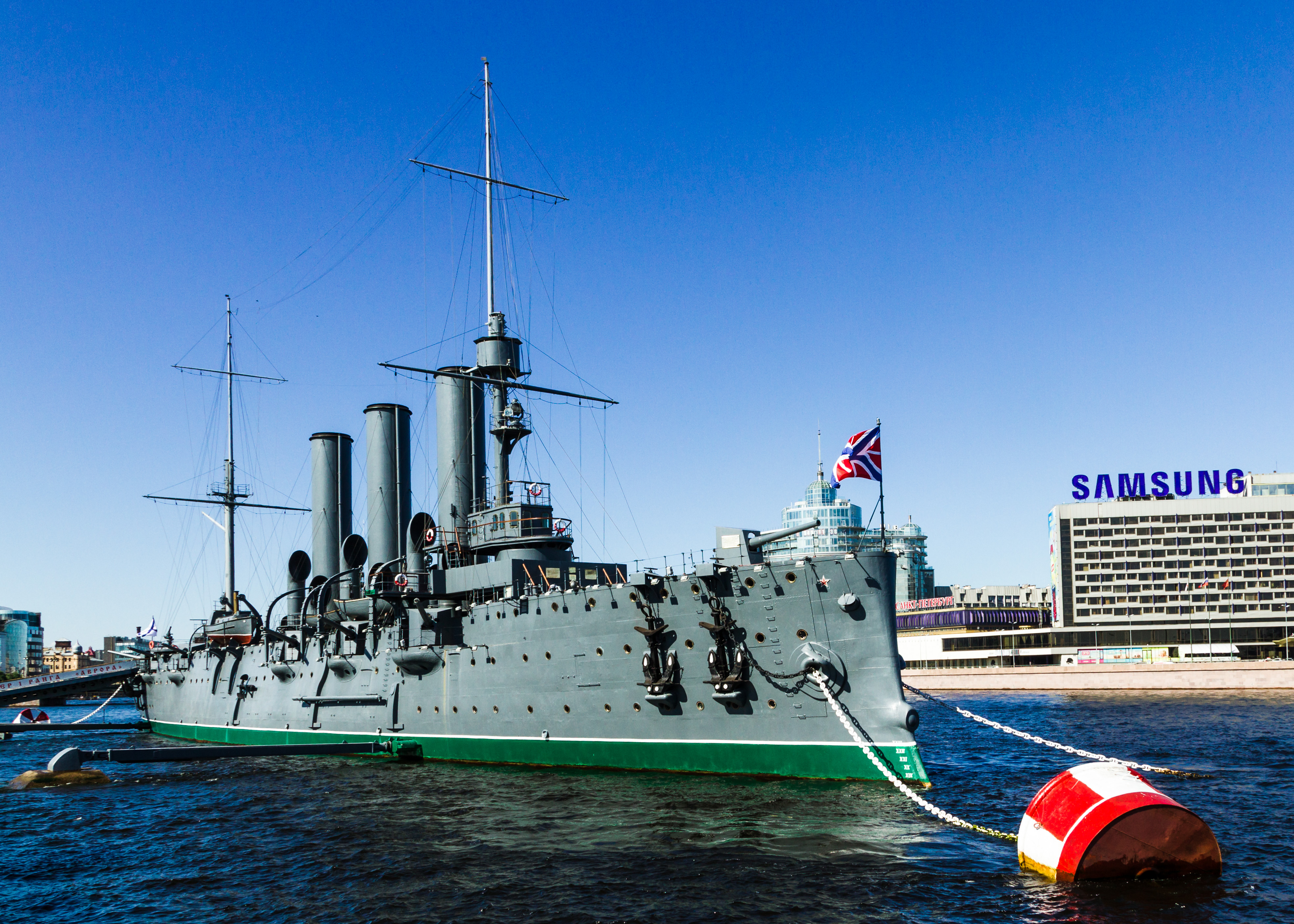
Nahaufnahme der Aurora an ihrem Liegeplatz vor der Kadettenakademie
Zeichnung des Kreuzers
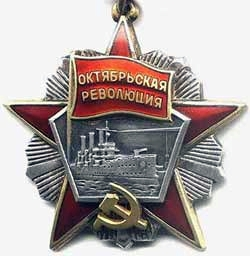
Die Aurora als Motiv: Ordenszeichen des Ordens der Oktoberrevolution